# PREPARE
PREPARE is een acroniem voor het Platform foR European Preparedness Against (Re-)emerging Epidemics van de Europese Unie. De coördinator van dit platform is professor Herman Goossens van de Universiteit Antwerpen. Menno de Jong van het Amsterdam UMC is plaatsvervangend coördinator. 
Dit Europees platform waarbij een tal van instanties samenwerken stroomlijnt de reactie vanuit de Europese Unie op een bepaalde situatie. Waarbij gebruik gemaakt wordt van primaire en secundaire gezondheidszorg om gevallen op te sporen met een potentieel pandemisch gevaar. Tevens zet het snelle dynamisch onderzoekteams in, die middelen over Europa zal verdelen om zo de impact van terugkerende pandemieën op het Europees gezondheidsstelsel, infrastructuur en economisch integriteit te verzachten.
PREPARE zorgt tijdens epidemieën en pandemieën voor de infrastructuur, coördinatie en integratie van bestaand klinisch onderzoek in maatschappelijke- en ziekenhuissetting.
PREPARE werd onder andere in werking gesteld op 31 december 2019 in reactie op de uitbraak van het coronavirus SARS-CoV-2 dat de besmettelijke ziekte COVID-19 veroorzaakte. Vanaf februari 2020 werd geopereerd in outbreak responsmodus 2 (mobilisatie), de tweede van de in totaal drie modi.